# Chlorizeina unicolor
Espèce
Chlorizeina unicolor est une espèce d'insectes orthoptères de la famille des Pyrgomorphidae, de la sous-famille des Pyrgomorphinae et de la tribu des Chlorizeinini. C'est l'espèce type de son genre. Elle est trouvée en Asie.

## Sous-espèces
- Chlorizeina unicolor roonwali Bhowmik, 1964
- Chlorizeina unicolor unicolor Brunner von Wattenwyl, 1893

Le nom Chlorizeina elegans Ramme. 1941 est un synonyme de C. unicolor unicolor.